# إيلختشي (كوثر)
إيلختشي هي قرية في مقاطعة كوثر، إيران. عدد سكان هذه القرية هو 169 في سنة 2006.